# MIT 미디어 랩

MIT 미디어 랩(MIT Media Lab)은 매사추세츠 공과대학교의 연구소이다. 주요 연구 분야는 디지털 테크놀러지를 이용한 표현과 커뮤니케이션의 교육과 미래를 연구하고 있다. 1985년에 니콜라스 네그로폰테 교수와 전 MIT 학장인 고 제롬 위즈너교수에 의해 설립되었다. 최근에 니콜라스 네그로폰테교수가 소장을 사임하고 제3세계 어린이들을 위한 100달러 노트북에 전념하게 되어 미디어랩 소장에서 물러난다. 그 뒤 월터 밴더 (2001-2006년) 와 프랭크 모스 (2006-2011년)가 뒤를 이어 소장으로 임명되었으며, 현재는 조이 이토가 2011년 4월에 소장으로 임명되어 향후 5년동안 미디어랩 소장직을 맡게 된다.

## 연구 활동
MIT 미디어 랩에서의 가장 큰 특징은 다학제간 연구에 힘을 쏟는 것이다. 어떤 핵심 기술로부터 직접적으로 관련된 분야만이 연구되는 것이 아니라 그 기술과 관련된 여러 가지 응용분야나 활용이 가능한 여러 분야가 새롭고 흥미로운 방법을 통해 연구하고자 하는 것이다. 몇몇 미디어 랩의 연구는 사실 상당히 예술적인 면을 보이기도 하며 어떤 경우에는 핵심 기술이 존재하기도 하지만 그것은 연구소가 추진하는 여러 작업의 일부의 경우일 뿐이다. 많은 연구의 주제들이 인간과 컴퓨터 상호작용에 연관되어 있으며 많은 사용자 인터페이스에 관련된 연구성과의 업적을 쌓아왔다. 그러나 연구소의 그룹들은 가능한 폭넓은 시각으로 연구하려 노력하고 있다. 예를 들어 몇몇 그룹은 우리를 둘러싼 환경을 인식하고 사용자의 목적과 감정적 상태를 알아내거나 예측해 내어 사용자를 보다 효과적인 방법으로 도울 수 있게 하는 "지능적 물체"(Intelligent objects)를 만들려고 노력하고 있다. 테드 셀커교수의 맥락 인식에 관한 리서치의 경우에는 전자 투표 시스템에서 하이브리드 검색 엔진의 개발에까지 폭넓은 주제를 연구하고 있다. 교육은 미디어 랩이 추구하는 주요한 주제 중의 하나이다. 어떻게 하면 컴퓨터 지능을 교육과 연관시켜 발전시킬 수 있는가에 대한 주제를 연구하고 있다. 예를 들어 크리켓이나 레고같은 장난감을 이용한 프로그래밍을 지원하는 놀이 도구의 개발을 통해 여러 가지 새로운 도구와 미디어와 예술을 만들어낼 수 있다. 또한 컴퓨터의 물리적인 발전에 대한 연구도 이 연구소에서 다루는 중요 주제이다.

## 학위 과정
이 연구소는 석사 및 박사과정의 학위 수여 과정이 있다. 학위는 "미디어 문리학" (MAS, Media Arts and Science)의 이름으로 주어진다. 기본적으로 학생은 2년간의 석사과정과 이후 박사과정에 지원하여 공부할 수 있다. 이미 석사를 타학교 또는 MIT 내의 타학과에서 이수한 경우에도 박사에 직접 지원하는 것은 원칙적으로 불가능하다. (참고 https://web.archive.org/web/20110720002038/http://admissions.media.mit.edu/admissions/degrees-study)

## 연구 그룹
MIT 미디어 랩에는 각기 주제를 가진 연구 그룹이 많이 있다.
- eRationality: 담당교수 댄 아리엘리(Dan Ariely): [상식밖의 경제학]의 저자이기도 한 댄 에리얼리는 행동경제학 전문가로서 청소년기에 마그네슘 폭발로 인한 전신 화상을 입었다.
- 오브젝트 기반 미디어: 담당교수 마이클 보브(V.Michael Bove Jr.)
- 로봇 생활: 담당교수 신시아 브레질 (Cynthia Breazeal)
- 컴퓨터 문화: 담당교수 크리스 실스젠스미할리 (Chris Csikszenthmihályi)
- 사회적 미디어: 담당교수 쥬디스 도나스(Judith Donath)
- 물리학과 미디어: 담당교수 닐 게쉔펠드(Neil Gershenfeld)
- 만질수있는 미디어: 담당교수 히로쉬 이쉬이(Hiroshi Ishii)
- 분자 기계: 담당교수 조세프 제이콥슨 (Joseph Jacobson)
- 소프트웨어 에이전트: 담당교수 헨리 리버맨 (Henry Lieberman)
- 구술 커뮤니케이션: 담당교수 앤드루 립만 (Andrew B. Lippman)
- 미래의 오페라: 담당교수 토드 마쇼버(Tod Machover)
- 물리적 언어 워크샵: 담당교수 존 마에다(John Maeda)
- 엠비언트 지능: 담당교수 패티 매스(Pattie Maes)
- 응답적 환경: 담당교수 조셉 파라디소(Joseph Paradiso)
- 인간 역학: 담당교수 알렉스 펜트랜드 (Alex (Sandy) Pentland)
- 감정의 컴퓨터: 담당교수 로사린드 피카드 (Rosalind Picard)
- 평생의 유치원: 담당교수 미첼 레스닉 (Mitchel Resnick)
- 인지 기계: 담당교수 뎁 로이 (Deb Roy)
- 음성 인터페이스: 담당교수 크리스 슈만트(Chris Schmandt)
- 맥락이해 컴퓨터: 담당교수 테드 셀커(Ted Selker)